# De Appel
de Appel Amsterdam är ett privat icke-vinstdrivande konstcentrum för samtida konst i Amsterdam i Nederländerna. Det grundades 1975 av Wies Smals, som ledde det till sin död 1983 och har sitt namn efter sin ursprungliga lokalisering till lagerhuset De Appel vid Brouwersgracht i Amsterdam. 
De Appels syfte är att arbeta med forskning och presentation av bildkonst, med utställningar, utgivning av skrifter och diskursiva tillställningar. Saskia Bos tog 1984 initiativ till grundandet av en ettårig kuratorsutbildning.
År 2012 tog Ann Demeester initiativ till yrkesutbildningsprogrammet "Gallerist programme" i samarbete med The Fair Gallery 
för galleripersonal och andra yngre verksamma inom konstbranschen, som önskade fördjupa sin yrkeskunskap inom konst och ekonomi för kommersiell galleriverksamhet. 
Chef för De Appel 2014–2015 var Lorenzo Benedetti, som efterträddes av Niels Van Tomme. De Appel har sedan februari 2017 sina lokaler på Broedplaats de Lely.